# Фагот (противотанковый ракетный комплекс)
«Фагот» (индекс ГРАУ — 9К111, по классификации МО США и НАТО — AT-4 Spigot, англ. Кран (втулка)) — советский / российский переносной противотанковый ракетный комплекс с полуавтоматическим командным наведением по проводам. Предназначен для поражения визуально наблюдаемых неподвижных и движущихся со скоростями до 60 км/ч целей (бронированной техники противника, укрытий и огневых средств) на дальностях до 2 км, а ракетой 9М113 — до 4 км.
Разработан в КБ Приборостроения (Тула) и ЦНИИТочМаш. Принят на вооружение в 1970 году. Модернизированный вариант — 9М111-2, вариант ракеты с увеличенной дальностью полёта и повышенной бронепробиваемостью — 9М111М.
В комплекс входят:
- складная переносная пусковая установка с аппаратурой управления и механизмом пуска;
- ракета в пусковом контейнере 9М111 (или 9М113).

## Конструкция и принцип действия
работа ПТРК складывается из следующих шагов:
1. Оператор визуально наводит комплекс на цель по оптическому прицелу. Сам ПТРК не умеет обнаруживать и сопровождать цели, поэтому считается полуавтоматическим.
2. Оператор отдаёт команду на пуск ПТУР и срабатывает вышибной двигатель.
3. Ракета 9М111, покинув ПТРК, расправляет рули из тонкой нержавеющей стали, которые просто за счёт их упругости сворачиваются при вставке в ТПК.
4. Вслед за ракетой начинает из катушки разматываться провод управления.
5. После того как ПТУР покинул ПТРК, открывается защитная шторка с лампой в хвостовой части ракеты.
6. Оптический приёмник 9Ш119М1 на ПТРК обнаруживает угловые координаты ПТУР по работе лампы и начинает по проводу отдавать команды по удерживанию ПТУР на линии прицеливания. Приёмник 9Ш119М1 также может сообщить оператору, если цель пытается ставить световые помехи при полёте ПТУР.
7. Команды, принимаемые от ПТРК, ракета отдаёт на рули электромагнитными приводами. При этом при отдаче команд ракета использует также данные встроенного в неё гироскопа для учёта своей текущей угловой ориентации в пространстве. Траектория полёта ракеты — спираль.
8. Поскольку ПТРК не видит саму цель, а только следует за прицелом оператора, то оператору необходимо самому удерживать цель в прицеле, если она двигается, что требует специальной подготовки.

## Ракета 9М111
- Дальность стрельбы: 70—2000 м[2]
- Скорострельность: 3 выстр./ мин.

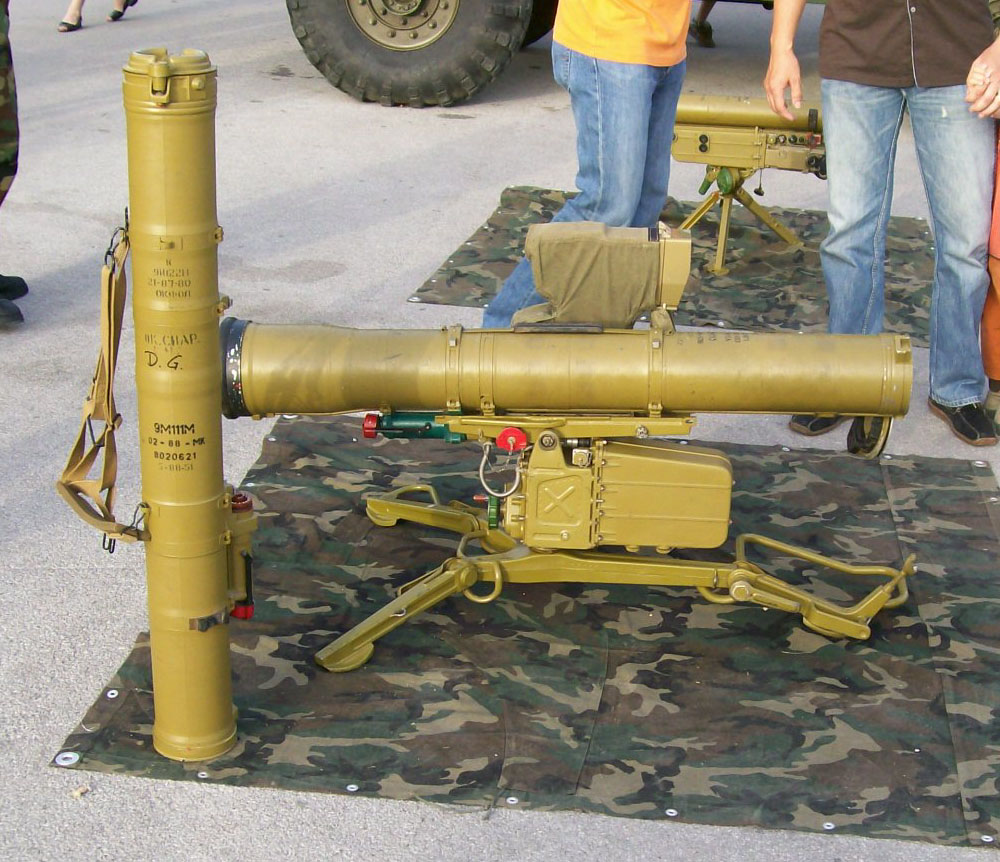
Ракета 9М113 «Конкурс» (в пусковой установке) и ракета 9М111М «Фактория» в пусковом контейнере (стоит)

- Средняя скорость полёта ракеты: 183 м/с[2]
- Максимальная скорость полёта: 240 м/с
- Время полёта на максимальную дальность: 11 с
- Размеры ракеты, мм:
  - калибр (диаметр корпуса): 120
  - длина: 863
  - размах крыльев: 369
- Размеры контейнера, мм:
  - длина: 1098
  - ширина: 150
  - высота: 205
- Масса ракеты в ТПК: 13,42 кг.
- Масса ракеты без ТПК: 13 кг.
- Вес кумулятивной боевой части: 2,5
- Бронепробиваемость: до 600 мм[2]
- Бронепробиваемость (под углом 60°): 200 мм[3]

## Модификации

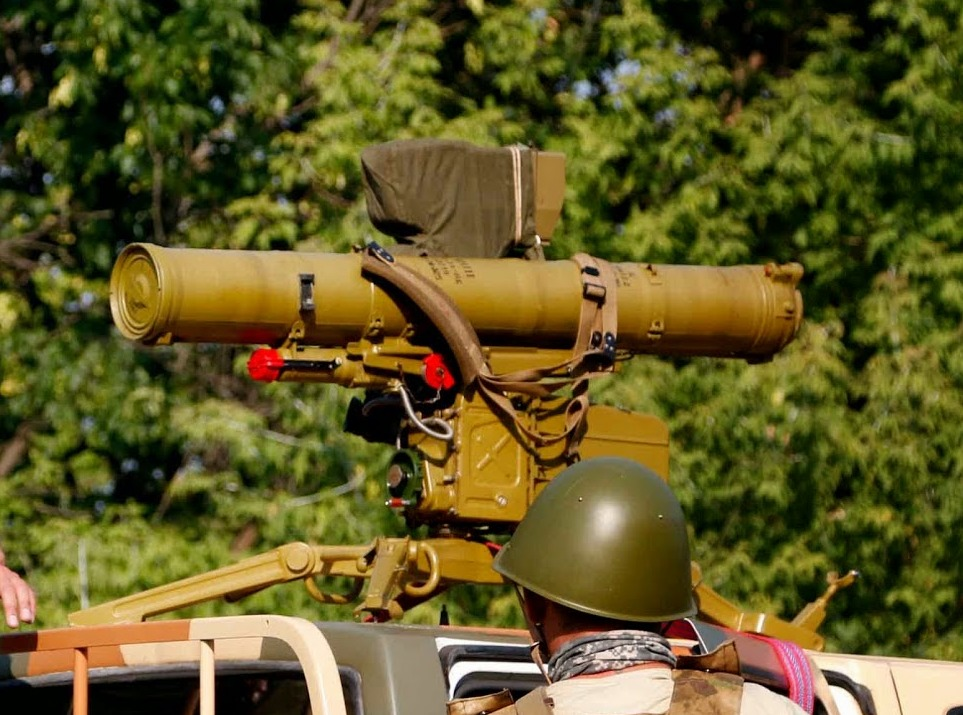
Со 120-мм ракетой 9М111 «Фагот»
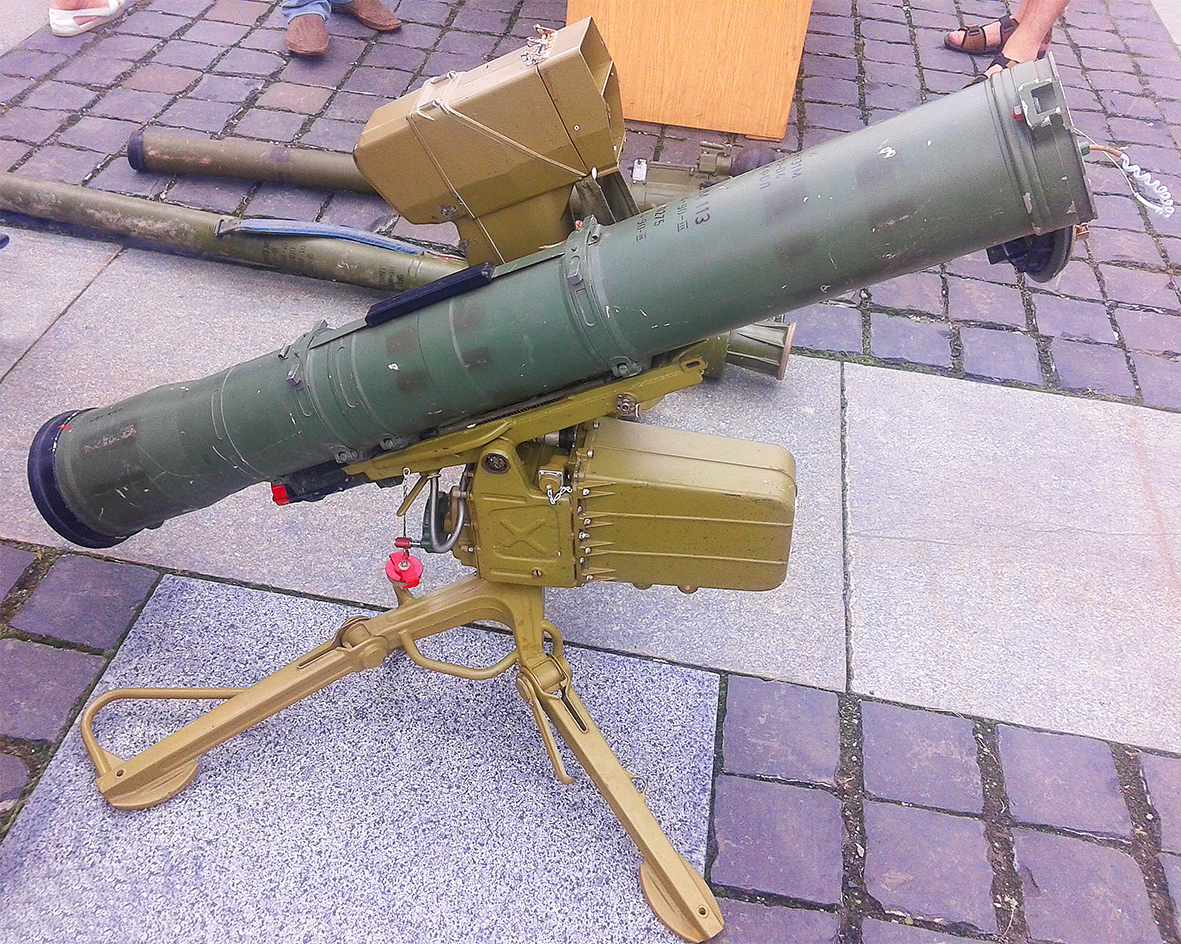
Со 135-мм ракетой 9М113 «Конкурс»
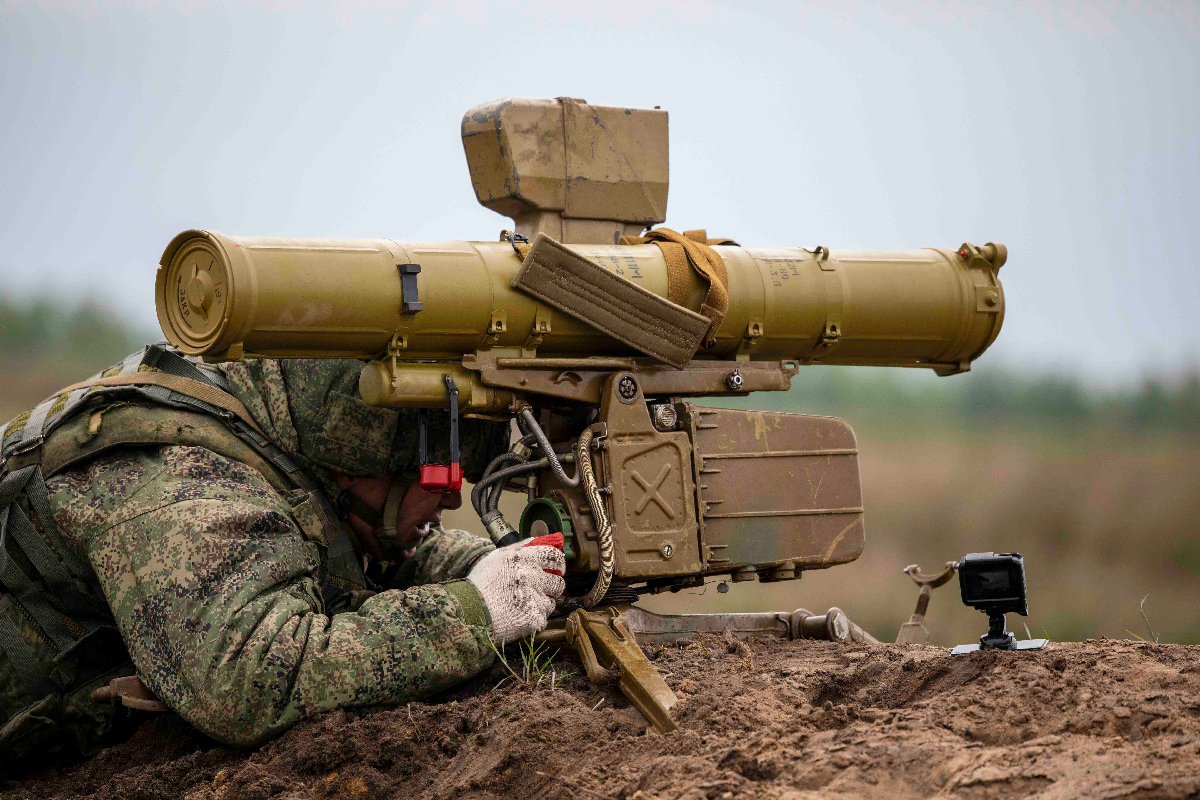
Фагот в 3-й мсд. 12 мая 2021.

### Ракеты
- 9М111 Фагот (НАТО: AT-4 Spigot и AT-4A Spigot A) — на вооружении с 1970 года. Калибр ракеты 120 мм
- 9М111-2 Фагот (НАТО: AT-4B Spigot B) — ракета с модернизированной ДУ. Калибр ракеты 120 мм. Максимальная дальность стрельбы — 2000 м. Бронепробивемость БЧ — до 460 мм гомогенной брони.
- 9М111М Фактория.
- 9К111TGA — модификация ПТРК «Фагот» для армии Турции.

Фагот-М (НАТО: AT-4C Spigot C) — изменена конструкция корпуса и воронки боевой части для размещения заряда увеличенной массы и бронепробиваемости. Максимальная дальность стрельбы — 2500 м
- 9М113 Конкурс — калибр ракеты 135 мм. Максимальная дальность стрельбы — 75—3000 м. Бронепробиваемость кумулятивной БЧ — до 600 мм.
- 9М113М Конкурс-М — калибр ракеты 135 мм. Дальность стрельбы — 75—4000 м. Бронепробивемость тандемно-кумулятивной БЧ — до 800 мм за ДЗ.

### Пусковые устройства
- 9П135 — масса ПУ 22,5 кг. Может использоваться только с ракетами серии 9М111 Фагот.
- 9П135М — может применяться для стрельбы и наведения как ракет 9М111 Фагот, так и 9М113 Конкурс.
- 9П135М1 — модернизированная версия 9П135.
- 9П135М2 — модернизированная версия 9П135.
- 9П135М3 — поступила на вооружение в начале 1990-х годов. Имеет 13 кг тепловизор с дальностью наведения до 2500 м (ночью).
- 9С451М2 — разрабатываемое ПУ с ночным прицелом, снабжённым системой автоматического затемнения.

## Операторы

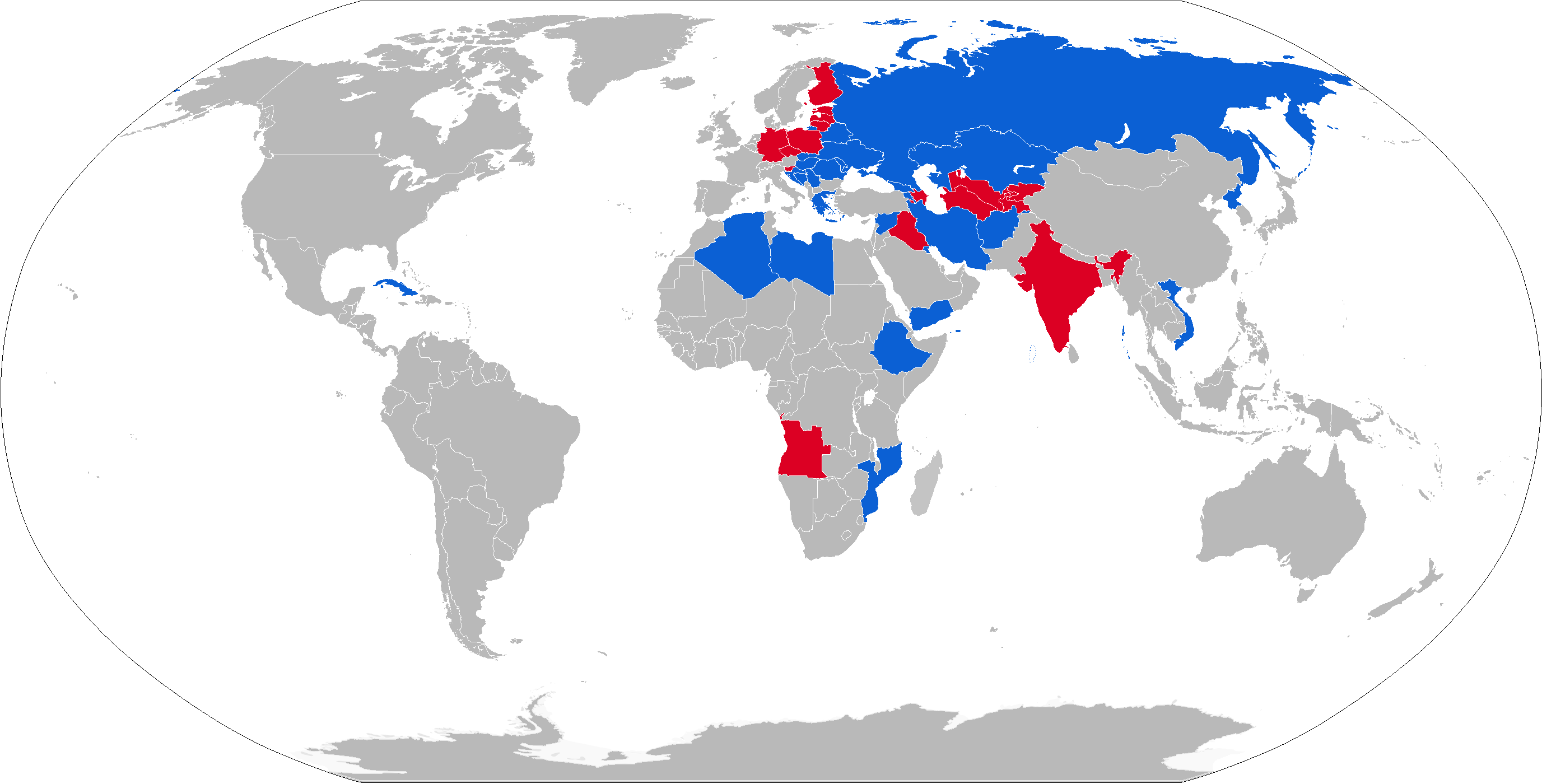
Операторы ПТРК «Фагот»

Наличие ПТРК «Фагот» в ВС стран мира оценивается следующими числами:
- Азербайджан: советские ПТРК остались на вооружении после декларации независимости Азербайджана; в ходе боевых действий осенью 2020 года и после их окончания в распоряжении оказались также трофейные ПТРК[9][10]
- Алжир: 100
- Ангола: 100
- Армения — 12 единиц, по состоянию на 2016 год[11]
- Афганистан: 100
- Беларусь: 500
- Болгария: 222
- Босния и Герцеговина: 52
- Венгрия: 50
- Вьетнам
- ГДР
- Греция: 262
- Грузия — некоторое количество, по состоянию на 2017 год[12]
- Индия : 100
- Иордания
- Иран
- Ирак
- Йемен: 100
- Казахстан
- Кыргызстан: 24[13]
- КНДР
- Куба: 100
- Кувейт: 100
- Ливия: 100
- Молдова: в составе БМД-1
- Мозамбик: 10
- Никарагуа
- Перу
- Польша: 100
- Россия : 1000
- Румыния
- Сербия: 250
- Сирия: 100
- Словакия: 50
- Словения: 10 (выведены из эксплуатации)
- Узбекистан
- Украина: 800
- Финляндия: Несколько сотен ПУ 9П135М-1 (выведены из эксплуатации) и модернизированных ракет 9М111-2
- Хорватия: 81[14]
- Чехословакия
- Чехия: 50
- Эфиопия: 50

Комплекс 9К111 «Фагот» экспортировался во многие страны мира и применялся во многих локальных конфликтах. Так, в 2004 году была задержана машина с «Фаготом» в Южной Осетии. Фагот активно использовался в ходе Войны в Грузии, в частности в боях в селе Никози.
В августе 2015 года было опубликовано видео, на котором в ходе вооружённого конфликта в Йемене повстанцам-хуситам удаётся уничтожить с помощью ПТРК «Фагот» танки американского производства M1 Abrams, состоящие на вооружении Саудовской Аравии.

## Боевое применение
- Первая чеченская война — использовался чеченскими террористами[18]
- Война на Донбассе (2014—2022) — использовался украинскими военными и сепаратистами. 2 мая 2014 года, в районе Славянска, два Ми-24 были сбиты с ПТРК «Фагот»[19]
- Сирийская война (с 2011 года)[20]
- Гражданская война в Йемене[20]
- Гражданская война в Ливии[20]
- Вторжение России на Украину (с 24.02.2022 года)